# Diabo (département)
Pour les articles homonymes, voir Diabo.

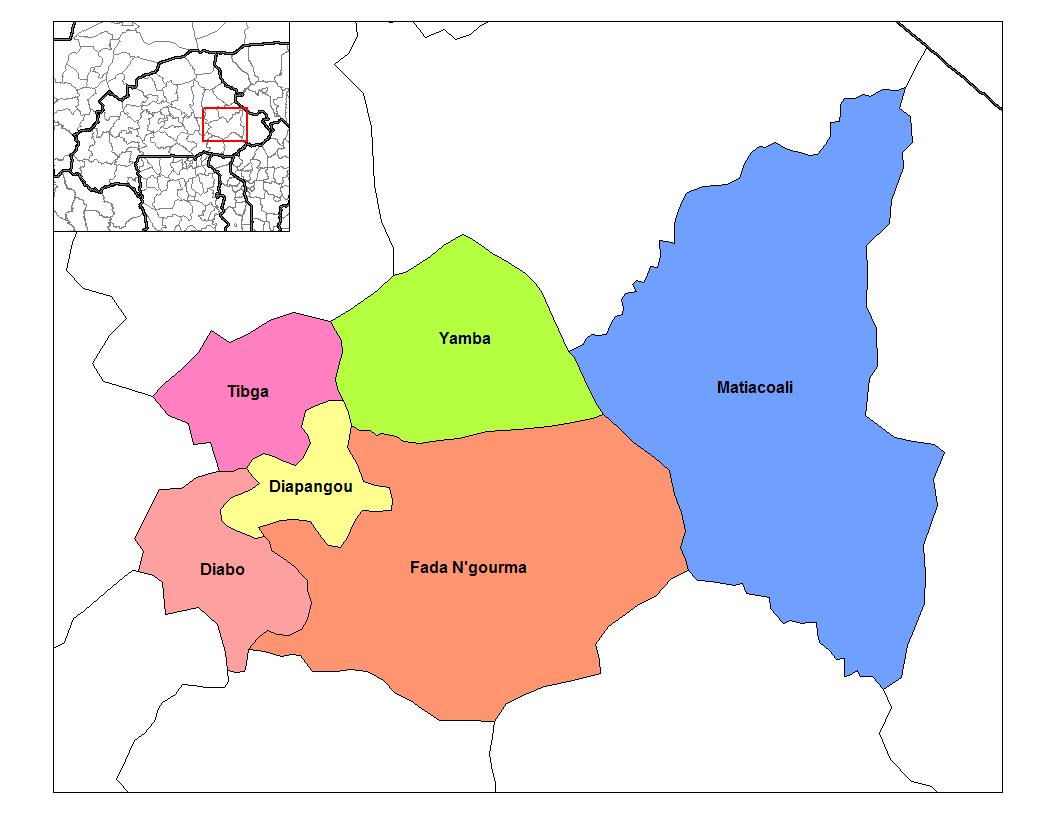
Localisation de la province de Gourma.

Diabo est un département et une commune rurale de la province du Gourma, situé dans la région de l’Est au Burkina Faso.

## Géographie

### Démographie
- En 2006, le département comptait 43 357 habitants recensés[1].

La population du village de Diabo est originellement issue des Zaossés, venus de Gulmancema du Mooré.

## Histoire
Le premier habitant serait venu[Quand ?] de l'ouest de Tenkodogo (Lergho). Il s'installa d'abord dans la forêt de Fada (Gobnangou). C'était un guerrier redoutable car il avait sauvé le roi de Tenkodogo des envahisseurs. Dans la forêt de Fada, son rôle était de veiller à la sécurité du roi et de ses habitants. Lorsque la fille du roi partait en brousse à la recherche du bois de chauffe, elle revenait chaque soir avec du gibier que ce guerrier lui offrait. Un jour le roi lui demanda où elle obtenait ce gibier. Sa fille lui dévoila que le gibier venait du guerrier chargé de la sécurité du roi et de ses habitants. Le roi trouva ce geste remarquable et décida d'accorder en mariage sa fille au guerrier. Après le mariage, le roi dit au guerrier qu'il n'assurerait plus sa sécurité car il était devenu son gendre. Il lui demanda alors de choisir une zone où s'installer avec sa femme.
Le guerrier s'installa alors à l'ouest de Fada. En souvenir de son métier de guerrier, il donna le nom de « guerre » à son village (Djabre en langue vernaculaire) d'où la traduction française de « Diabo ». Il s'installait d'abord à Diabo centre puis migrait vers la zone actuelle de Tamosgo. Il eut trois fils à qui il confiait les trois régions principales de son territoire. Le père s'installa définitivement à Zonatenga sur son trône. Le premier fils s'installait à Lorgho afin de faire front contre les Gourmantchés au cas où il y aurait une guerre. Le deuxième fils envahit les Yannas au sud et occupait leur territoire d'où le nom de territoire Yanwèga (région du Yanga). Le troisième fils s'installa à Boalgatenga afin de repousser les Mossis.
La première langue parlée fut alors le Zaoré et les habitants sont les Zaossés. Cette première population fut rejointe plus tard par des Gourmantchés venus de Fada (Thiombiano, Ouoba), de Diapaga (Yoni), de Gayéri (les Yougbare), de Bogandé (Lankoande, Dayamba), de Gnimdi dans le Kadiogo (Kiema, descendants du puissant guerrier du Mogho Naaba, Tensoba Kiema), de Soubeira (Soubeiga), etc.

## Administration

### Villages
Le département et la commune rurale de Diabo est administrativement composé de soixante-quatre villages, dont le village chef-lieu homonyme :
- Bagatenga
- Benkoko
- Boudierghin
- Boulgatenga
- Bouloumbougdi
- Boulyoghin
- Bouri
- Combemgogo
- Daboadin
- Dazouri
- Diabo, chef-lieu
- Dianga
- Diapangou-Peulh
- Guilguin
- Kabga
- Kalbekin
- Kamona
- Kandaga
- Kanhomé
- Koulpissi
- Koulwoko
- Kouriogin
- Lantaogo
- Lantaogo-Tamassogo
- Lanti
- Lorgho
- Louloubtenga
- Maouda
- Mocomtoré
- Nabi-Raogo
- Nintenga
- Ouavoussé
- Piga
- Pikoinsé
- Pissalboré
- Pisseguédin
- Pitenga
- Pizonguin
- Pohemtenga
- Saatenga
- Sabioken
- Sanéwabo
- Sanéwabo-Yarcé
- Seiga
- Silmitenga
- Tamkoursi
- Tampanga
- Tangandé
- Tangaye
- Tanlallé
- Tansouka
- Tanziéga
- Tiabga
- Tiabtamassogo
- Yantenga
- Yanwéga
- Yarcétenga
- Zamsé
- Zanré
- Zecca
- Ziella
- Zinknabbin
- Zonatenga

### Mairie
Le premier maire élu en 2006 était Jean-Marie Soubeiga.
En 2012, le Congrès pour la démocratie et le progrès (CDG) remporte les élections dans la commune de Diabo et Réné Soubeiga en devient le maire. 

### Chefferie traditionnelle
La chefferie villageoise traditionnelle est détenue par la famille Yoni. Auparavant, cette chefferie appartenait à la famille Moyenga qui se faisait introniser par le roi de Fada. Avec l'arrivée des Gourmantchés à Diabo, le roi ordonna au grand chef Zaoga de se faire introniser par le roi installé à Diabo par le roi de Fada. De nos jours, avec les guerres de succession à Diabo, cette chefferie pourrait revenir aux Moyenga.

## Santé et éducation
C'est grâce à la mission catholique que Diabo accueillit[Quand ?] sa première école et son premier dispensaire.
Aujourd'hui, le dispensaire est devenu un centre médical (CM).
La première école fut d'abord installée à Diabo centre. Les missionnaires ouvrirent une autre école à Zonatenga, qui ferma peu après sur ordre de Naaba Gnamyologo, le chef de Diabo d'alors. Celui-ci craignait de voir les petits Zaossés devenir de futures élites, lesquels auraient pu chasser les Gourmantchés de leur terre.